# Độ Fahrenheit
Độ Fahrenheit (℉ hay độ F), là một thang nhiệt độ được đặt theo tên nhà vật lý người Đức Daniel Gabriel Fahrenheit (1686–1736).

## Lịch sử
Fahrenheit phát triển thang nhiệt độ của ông sau khi viếng thăm nhà thiên văn học người Đan Mạch Ole Rømer ở Copenhagen. Rømer đã tạo ra chiếc nhiệt kế đầu tiên mà trong đó ông sử dụng hai điểm chuẩn để phân định. Trong thang Rømer thì điểm đóng băng của nước là 7,5॰, điểm sôi là 60॰, và thân nhiệt trung bình của con người theo đó sẽ là 22,5 độ theo phép đo của Rømer.
Fahrenheit chọn  điểm số không trên thang nhiệt độ của ông là nhiệt độ thấp nhất của mùa đông năm 1708/1709, một mùa đông khắc nghiệt, ở thành phố Gdansk (Danzig) quê hương ông. Bằng một hỗn hợp "nước đá, nước và Amoni chloride ({\displaystyle {\ce {NH4Cl}}})" (còn gọi là hỗn hợp lạnh) sau đó ông có thể tạo lại điểm số không cũng như là điểm chuẩn thứ nhất (−17,8 °C) này. Fahrenheit muốn bằng cách đó tránh được nhiệt độ âm, như thường gặp ở thang nhiệt độ Rømer-Skala trong hoàn cảnh đời sống bình thường.
Năm 1714, ông xác định điểm chuẩn thứ hai là nhiệt độ đóng băng của nước tinh khiết (ở 32 °F) và điểm chuẩn thứ ba là "thân nhiệt của một người khỏe mạnh" (ở 96 °F).
Theo các tiêu chuẩn hiện nay thì các điểm chuẩn trên và dưới khó có thể tạo lại một cách thực sự chính xác được. Vì thế mà thang nhiệt độ này về sau đã được xác định lại theo hai điểm chuẩn mới là nhiệt độ đóng băng và nhiệt độ sôi của nước, tức là 32 °F và 212 °F. Theo đó, thân nhiệt bình thường của con người sẽ là 98,6 °F (37 °C), chứ không phải là 96 °F (35,6 °C) như Fahrenheit đã xác định nữa.
Thang nhiệt độ Fahrenheit đã được sử dụng khá lâu ở Châu Âu, cho tới khi bị thay thế bởi thang nhiệt độ Celsius. Thang nhiệt độ Fahrenheit ngày nay vẫn được sử dụng rộng rãi ở Mỹ và một số quốc gia nói tiếng Anh khác.

## Sử dụng

Quốc gia sử dụng độ Fahrenheit.
Quốc gia sử dụng độ Fahrenheit và cả Celsius.
Quốc gia sử dụng độ Celsius.

Thang nhiệt độ Fahrenheit từng được sử dụng chủ yếu trong đo đạc thời tiết, công nghiệp và y tế ở hầu hết các nước nói tiếng Anh cho đến những năm 1960. Vào nửa cuối những năm 1960 và 1970, thang nhiệt độ Celsius dần dần được các chính phủ đưa vào sử dụng trong kế hoạch chuẩn hóa hệ thống đo lường.
Những người ủng hộ thang nhiệt độ Fahrenheit cho rằng sự phổ biến của nó trước kia là do yếu tố tiện dụng. Đơn vị của nó chỉ bằng 5/9 của một độ Celsius, cho phép thể hiện chính xác hơn các đo đạc nhiệt độ mà không cần sử dụng đến các đơn vị lẻ. Ngoài ra, nhiệt độ không khí môi trường ở hầu hết các vùng cư dân trên thế giới thường cũng không vượt xa giới hạn từ 0 °F đến 100 °F, vì thế mà thang nhiệt độ Fahrenheit được cho là thể hiện nhiệt độ mà con người có thể cảm nhận được, thể hiện theo từng cấp 10 độ một trong hệ thống Fahrenheit. Hơn nữa, đồng thời mức thay đổi nhiệt độ nhỏ nhất có thể cảm nhận được là một độ Fahrenheit, nghĩa là một người bình thường có thể nhận biết nếu có chênh lệch nhiệt độ ở mức chỉ một độ.
Nhưng cũng có những người ủng hộ thang nhiệt độ Celsius lập luận rằng hệ thống của họ cũng rất tự nhiên; ví dụ như họ có thể nói rằng nhiệt độ từ 0 – 10 °C là lạnh, 10 – 20 °C là mát mẻ, 20 – 30 °C là ấm áp và 30 – 40 °C là nóng.
Ở Mỹ, hệ thống Fahrenheit vẫn là hệ thống được chấp nhận là chuẩn cho mục đích phi khoa học. Mọi quốc gia khác đã áp dụng thang nhiệt độ chính là Celsius. Fahrenheit đôi khi vẫn được thế hệ cũ sử dụng, đặc biệt là để đo nhiệt độ ở các mức cao.

## Chuyển đổi

### Các thang nhiệt độ
| Thang                  | Độ Kelvin                       | Độ C (Celsius)                       | Độ Fahrenheit                 | Độ Rankine                    | Độ Delisle                              | Độ Newton                               | Độ Réaumur                               | Độ Rømer                                 |
| ---------------------- | ------------------------------- | ------------------------------------ | ----------------------------- | ----------------------------- | --------------------------------------- | --------------------------------------- | ---------------------------------------- | ---------------------------------------- |
| Đơn vị                 | Độ Kelvin                       | Độ Celsius                           | Độ Fahrenheit                 | Độ Rankine                    | Độ Delisle                              | Độ Newton                               | Độ Réaumur                               | Độ Rømer                                 |
| Ký hiệu                | K                               | °C                                   | °F                            | °Ra, °R                       | °De, °D                                 | °N                                      | °Ré, °Re, °R                             | °Rø                                      |
| Điểm chuẩn thứ nhất F1 | Điểm 0 tuyệt đối (T0) = 0 K     | Điểm nóng chảy của nước (H2O) = 0 °C | Hỗn hợp lạnh* = 0 °F          | Điểm 0 tuyệt đối (T0) = 0 °Ra | Điểm nóng chảy của nước (H2O) = 150 °De | Điểm nóng chảy của nước (H2O) = 0 °N    | Điểm nóng chảy của nước (H2O) = 0 °Ré    | Điểm nóng chảy của nước (H2O) = 7,5 °Rø  |
| Điểm chuẩn thứ hai F2  | Tt(H2O) = 273,16 K              | Điểm sôi của nước (H2O) = 100 °C     | Thân nhiệt con người* = 96 °F | –                             | Nhiệt độ bay hơi của nước (H2O) = 0 °De | Nhiệt độ bay hơi của nước (H2O) = 33 °N | Nhiệt độ bay hơi của nước (H2O) = 80 °Ré | Nhiệt độ bay hơi của nước (H2O) = 60 °Rø |
| Bước thang             | (F2−F1) / 273,16                | (F2−F1) / 100                        | (F2−F1) / 96                  | xem Fahrenheit                | (F1−F2) / 150                           | (F2−F1) / 33                            | (F2−F1) / 80                             | (F2−F1) / 52,5                           |
| Người phát minh        | William Thomson („Lord Kelvin") | Anders Celsius                       | Daniel Fahrenheit             | William Rankine               | Joseph-Nicolas Delisle                  | Isaac Newton                            | René-Antoine Ferchault de Réaumur        | Ole Rømer                                |
| Năm phát minh          | 1848                            | 1742                                 | 1714                          | 1859                          | 1732                                    | ~ 1700                                  | 1730                                     | 1701                                     |
| Vùng sử dụng           | toàn cầu (Hệ đo lường quốc tế)  | toàn cầu                             | Mỹ, Jamaica                   | Mỹ                            | Nga (thế kỷ XIX)                        | –                                       | Tây Âu tới thế kỷ XIX                    | –                                        |

* sử dụng nhiệt độ của một hỗn hợp lạnh từ nước đá, nước và Ammonichloride (−17,8 °C) và „thân nhiệt của một người khỏe mạnh" (35,6 °C).

### Chuyển đổi nhiệt độ
| thành \ từ                                      | Độ Kelvin (K)                 | Độ C (Celsius) (°C)                         | Độ Réaumur (°Ré)      | Độ Fahrenheit (°F)       |
| ----------------------------------------------- | ----------------------------- | ------------------------------------------- | --------------------- | ------------------------ |
| TKelvin                                         | = TK                          | = {\displaystyle \vartheta } + 273,15       | = TRé · 1,25 + 273,15 | = (TF + 459,67) ÷ 1,8    |
| {\displaystyle \mathrm {\vartheta _{Celsius}} } | = TK − 273,15                 | = {\displaystyle \vartheta }                | = TRé · 1,25          | = (TF − 32) ÷ 1,8        |
| TRéaumur                                        | = (TK − 273,15) · 0,8         | = {\displaystyle \vartheta } · 0,8          | = TRé                 | = (TF − 32) ÷ 2,25       |
| TFahrenheit                                     | = TK · 1,8 − 459,67           | = {\displaystyle \vartheta } · 1,8 + 32     | = TRé · 2,25 + 32     | = TF                     |
| TRankine                                        | = TK · 1,8                    | = {\displaystyle \vartheta } · 1,8 + 491,67 | = TRé · 2,25 + 491,67 | = TF + 459,67            |
| TRømer                                          | = (TK − 273,15) · 21/40 + 7,5 | = {\displaystyle \vartheta } · 21/40 + 7,5  | = TRé · 21/32 + 7,5   | = (TF − 32) · 7/24 + 7,5 |
| TDelisle                                        | = (373,15 − TK) · 1,5         | = (100 − {\displaystyle \vartheta }) · 1,5  | = (80 − TRé) · 1,875  | = (212 − TF) · 5/6       |
| TNewton                                         | = (TK − 273,15) · 0,33        | = {\displaystyle \vartheta } · 0,33         | = TRé · 0,4125        | = (TF − 32) · 11/60      |

| nach \ von                                      | Độ Rankine (°Ra)              | Độ Rømer (°Rø)                 | Độ Delisle (°De)     | Độ Newton (°N)         |
| ----------------------------------------------- | ----------------------------- | ------------------------------ | -------------------- | ---------------------- |
| TKelvin                                         | = TRa ÷ 1,8                   | = (TRø − 7,5) · 40/21 + 273,15 | = 373,15 − TDe · 2/3 | = TN · 100/33 + 273,15 |
| {\displaystyle \mathrm {\vartheta _{Celsius}} } | = TRa ÷ 1,8 − 273,15          | = (TRø − 7,5) · 40/21          | = 100 − TDe · 2/3    | = TN · 100/33          |
| TRéaumur                                        | = TRa ÷ 2,25 - 218,52         | = (TRø − 7,5) · 32/21          | = 80 − TDe · 8/15    | = TN · 80/33           |
| TFahrenheit                                     | = TRa − 459,67                | = (TRø − 7,5) · 24/7 + 32      | = 212 − TDe · 1,2    | = TN · 60/11 + 32      |
| TRankine                                        | = TRa                         | = (TRø − 7,5) · 24/7 + 491,67  | = 671,67 − TDe · 1,2 | = TN · 60/11 + 491,67  |
| TRømer                                          | = (TRa − 491,67) · 7/24 + 7,5 | = TRø                          | = 60 − TDe · 0,35    | = TN · 35/22 + 7,5     |
| TDelisle                                        | = (671,67 − TRa) · 5/6        | = (60 − TRø) · 20/7            | = TDe                | = (33 − TN) ÷ 0,22     |
| TNewton                                         | = (TRa − 491,67) · 11/60      | = (TRø − 7,5) · 22/35          | = 33 − TDe · 0,22    | = TN                   |

### So sánh
| Giá trị \ Thang                                     | Độ Fahrenheit | Độ Rankine  | Độ Réaumur | Độ C (Celsius) | Kelvin   |
| --------------------------------------------------- | ------------- | ----------- | ---------- | -------------- | -------- |
| Nhiệt độ trung bình bề mặt Mặt trời                 | 10 430 °F     | 10 890 °Ra  | 4 622 °R   | 5 777 °C       | 6 050 K  |
| Điểm nóng chảy của sắt                              | 2 795 °F      | 3 255 °Ra   | 1 228 °R   | 1 535 °C       | 1 808 K  |
| Điểm nóng chảy của chì                              | 621,43 °F     | 1081,10 °Ra | 261,97 °R  | 327,46 °C      | 600,61 K |
| Điểm sôi của nước                                   | 212 °F        | 671,67 °Ra  | 80 °R      | 100 °C         | 373,15 K |
| Nhiệt độ không khí cao nhất đo được trong tự nhiên  | 136,04 °F     | 595,71 °Ra  | 46,24 °R   | 57,80 °C       | 330,95 K |
| Thân nhiệt con người theo Fahrenheit                | 96 °F         | 555,67 °Ra  | 28,44 °R   | 35,56 °C       | 308,71 K |
| Điểm ba trạng thái của nước                         | 32,02 °F      | 491,69 °Ra  | 0,01 °R    | 0,01 °C        | 273,16 K |
| Điểm đóng băng của nước                             | 32 °F         | 491,67 °Ra  | 0 °R       | 0 °C           | 273,15 K |
| Nhiệt độ thấp nhất ở Gdansk, mùa đông năm 1708/09   | 0 °F          | 459,67 °Ra  | −14,22 °R  | −17,78 °C      | 255,37 K |
| Điểm nóng chảy của thủy ngân                        | −37,89 °F     | 421,78 °Ra  | −31,06 °R  | −38,83 °C      | 234,32 K |
| Nhiệt độ không khí thấp nhất đo được trong tự nhiên | −130,90 °F    | 328,77 °Ra  | −72,40 °R  | −90,50 °C      | 182,65 K |
| Điểm đóng băng của rượu                             | −173,92 °F    | 285,75 °Ra  | −91,52 °R  | −114,40 °C     | 158,75 K |
| Điểm bốc hơi của Nitơ                               | −320,44 °F    | 139,23 °Ra  | −156,64 °R | −195,80 °C     | 77,35 K  |
| Độ không tuyệt đối                                  | −459,67 °F    | 0 °Ra       | −218,52 °R | −273,15 °C     | 0 K      |